# Los Montes (Parres)
Los Montes es una parroquia española del concejo de Parres, perteneciente a la comunidad autónoma de Asturias. En 2023, tenía empadronados dieciocho habitantes.